# Kemiönsaari
Kemiönsaari (szw. Kimitoön) – gmina w Finlandii, położona w południowo-zachodniej części kraju, należąca do regionu Varsinais-Suomi.